# Ljubomir Travica
Ljubomir Travica est un joueur et entraîneur Serbe de volley-ball né le 1er octobre 1954 à Ervenik. C'est le père du joueur italien Dragan Travica.

## Clubs (joueur)
| Club      | Pays   | De        | À         |
| --------- | ------ | --------- | --------- |
| Modène    | Italie | 1983-1984 | 1983-1984 |
| Vimercate | Italie | 1984-1985 | 1984-1985 |
| Padoue    | Italie | 1985-1986 | 1988-1989 |
| Milan     | Italie | 1989-1990 | 1989-1990 |

## Clubs (entraîneur)
| Club          | Pays   | De        | À         |
| ------------- | ------ | --------- | --------- |
| Valdagno      | Italie | 1991-1992 | 1991-1992 |
| Ferrare       | Italie | 1992-1993 | 1992-1993 |
| Reggio Emilia | Italie | 1993-1994 | 1993-1994 |
| Spolète       | Italie | 1994-1995 | 1994-1995 |
| Catane        | Italie | 1995-1996 | 1995-1996 |
| Brescia       | Italie | 1996-1997 | 1996-1997 |
| Spolète       | Italie | 1997-1998 | 1997-1998 |
| Milan         | Italie | 1998-1999 | 1998-1999 |
| Montichiari   | Italie | 1999-2000 | 1999-2000 |
| Palerme       | Italie | 2000-2001 | 2000-2001 |
| Parme         | Italie | 2001-2002 | 2001-2002 |
| Olympiakos    | Grèce  | 2002-2003 | 2003-2004 |
| Piacenza      | Italie | 2004-2005 | …         |

## Sélections nationales
| Pays                 | De        | À |
| -------------------- | --------- | - |
| Serbie-et-Monténégro | 2003-2004 | … |

## Palmarès
- Championnat de Grèce : 2002
- Championnat de Tunisie : 2020, 2021
- Coupe de Tunisie : 2020, 2021
- Championnat d'Afrique des clubs champions masculin : 2021